# 포스트 말론
오스틴 리처드 포스트(Austin Richard Post, 1995년 7월 4일 ~ )는 포스트 말론(Post Malone)으로 잘 알려진 미국의 래퍼, 가수, 음악 프로듀서, 배우이다. 그의 데뷔곡인 White Iverson은 빌보드 핫 100 차트에서 14위를 기록하였다. 또한 그의 2집 앨범 beerbongs & bentleys 중 Psycho와 Rockstar 은 빌보드 차트 1위를, 3집 앨범 Hollywood’s Bleeding 앨범 트랙 중 Circles 역시 빌보드 차트 1위를 기록했다. 또한 영화 스파이더맨의 OST로 잘 알려진 Sunflower 역시 빌보드 차트 1위를 기록했다. 2019년 빌보드 '가장 많이 재생된 곡 차트' 중 Sunflower가 2위를 기록했으며, 2019년 빌보드 '가장 많이 스트리밍 된 아티스트 차트' 중 1위를 기록하였다.

## 어린 시절
오스틴 리처드 포스트(Austin Richard Post)는 1995년 7월 4일, 뉴욕 시리큐스에서 태어났다. 그는 아버지(Rich Post)와 의붓어머니(Jodie)의 손에 길러졌다.포스트의 유년기에 DJ였던 그의 아버지는, 포스트에게 힙합, 컨트리, 락 등 다양한 음악 장르를 소개시켜 주었다. 포스트가 9살 때, 그와 그의 가족들은 텍사스 주 그레이프 바인으로 이사를 갔다. 이후 그는 기타를 연주하기 시작했다. 또한 2010년에, 밴드 Crown the Empire에 들어가기 위한 오디션을 보았으나, 오디션 도중에 기타 줄이 끊어지는 바람에 탈락했다. 그는 유명 비디오 게임 Guitar Hero를 통해 처음 기타 연주에 흥미를 가졌다고 한다.

## 디스코그래피
- August 26th (2016)
- Stoney (2016)
- Beerbongs & Bentleys (2018)
- Hollywood's Bleeding (2019)
- Twelve Carat Toothache (2022)
- Austin (2023)
- F-1 Trillion (2024)

## 출연 작품
- 스펜서 컨피덴셜 (2020) - 스퀴브
- 캐시트럭 (2021) - 강도
- 닌자터틀: 뮤턴트 대소동 (2023) - 레이 필렛